# 集成动力验证器
集成动力验证器（Integrated powerhead demonstrator，简写IPD）是美国空军的一项正在实施的工程，由NASA和美国空军研究实验室支持。该工程旨在利用全流量分级燃烧循环（FFSCC）制造新型火箭发动机。该工程的总承包商是洛克达因公司和Aerojet。
主要的设计目标是要充分利用FFSCC来设计一台高寿命可重复使用的高性能且可靠的发动机。涡轮机将使用静压轴承代替传统的滚珠轴承。
2006年7月19日，洛克达因宣布验证机已经能达到设计功率。
据NASA的计划，IPD是集成高回报火箭推进技术计划（Integrated High Payoff Rocket Propulsion Technology Program）的第一步，目的在验证是现在的发动机推力水平加倍的新技术。2007年，諾斯洛普·格魯門公司宣布他们与空军实验室签订了研发新型涡轮泵的协议。这种液氢涡轮泵将用在新发动机上。